# Callipoli (figlio di Alcatoo)
Callipoli (in greco antico: Καλλίπολις?, Kallìpolis) è un personaggio della mitologia greca. Fu un principe di Megara.

## Genealogia
Figlio di Alcatoo.
Non sono noti nomi di spose o progenie.

## Mitologia
Callipoli aveva un fratello chiamato Ischepoli, questi venne ucciso durante una battuta da caccia mentre era in compagnia di Meleagro, Callipoli appena saputo dell'accaduto subito accorse cercando di avvertire il padre del misfatto. Il genitore era intento ad un sacrificio ad Apollo e venne disturbato dal figlio; egli non comprese il motivo di tale accanimento verso il rito che stava per compiere e punì il figlio uccidendolo. Alcatoo quando apprese la realtà andò in esilio a farsi purificare.

### Fonti
- Pausania libro I, 38, 3

### Moderna
- Luisa Biondetti, Dizionario di mitologia classica, Milano, Baldini&Castoldi, 1999, ISBN 88-8089-725-X.